# 兵器財務
兵器財務有限責任公司，簡稱兵器財務，中國兵器工業集團附屬公司，1997年成立，前身為北方工业集团财务有限责任公司，總經理许质武。至於總部為北京市。
其主要業務贷款业务、票据业务、证券投资、国际国内结算业务等。

## 外部連結
- 兵器財務有限責任公司 （页面存档备份，存于）